# Glasflügel Segelflugzeugbau
Die Firma Glasflügel Segelflugzeugbau GmbH war ein deutscher Hersteller von Segelflugzeugen mit Sitz in Schlattstall, südlich von Kirchheim/Teck.

## Geschichte
Die Firma Glasflügel wurde im Jahre 1962 von dem Ingenieur Eugen Hänle und seiner Frau Ursula gegründet. Am 21. September 1975 kam der Firmengründer Eugen Hänle bei einem Flugunfall ums Leben. Dadurch geriet das Unternehmen in finanzielle Schwierigkeiten und ging folglich eine Kooperation mit dem Segelflugzeughersteller Schempp-Hirth ein. Bis 1979 firmierte Glasflügel unter der Bezeichnung Holighaus & Hillenbrand GmbH. Später nannte sie sich Deutsch-Brasilianische Flugzeug- und Fahrzeug-GmbH, bis sie 1982 endgültig abgewickelt wurde. Nach dem Konkurs von Glasflügel fühlte sich Hansjörg Streifeneder gegenüber Eugen Hänle verpflichtet, die Betreuung der Glasflügel-Flugzeuge fortzuführen und gründete die Glasfaser-Flugzeug-Service GmbH.

## Technik
Glasflügel war der weltweit zweite Hersteller, der Segelflugzeuge mit faserverstärkten Kunststoffen produzierte. Die Firma, insbesondere das Ehepaar Hänle, ist für eine Vielzahl von Innovationen beim Segelflugzeugbau und -technologie verantwortlich. Die von Glasflügel eingeführten automatischen Ruderanschlüsse waren damals wegweisend. Mittlerweile sind diese seit vielen Jahren bei der Neuentwicklung von Segelflugzeugen zwingend vorgeschrieben. Weiterhin bekannt ist die Hinterkanten-Drehbremsklappe, eine Bauform der Luftbremse, die es erlaubt, steile Abstiege zu machen, ohne dass die Geschwindigkeit einen festgelegten Höchstwert überschreitet.

## Modellreihe
Glasflügel entwickelte eine Vielzahl von Flugzeugtypen, wobei einige nur Versuchsträger für kommende Modelle waren. Diese hatten jedoch eine eigene Typenbezeichnung. Hier werden lediglich die kommerziell erfolgreichen Modelle genannt. Details zu jedem einzelnen Glasflügel-Modell befinden sich in den einzelnen Artikeln.
- Glasflügel BS-1
- Glasflügel H-101 Salto
- Glasflügel Libelle (H201-H205)
- Glasflügel 206 Hornet
- Glasflügel Libelle (H-301)
- Glasflügel 303 Mosquito
- Glasflügel 304
- Glasflügel 401 Kestrel
- Glasflügel 604

Daneben stammt von Glasflügel ein nie fertiggestellten Doppelsitzer mit nebeneinanderliegenden Sitzen und der Projektbezeichnung Glasflügel 701. Dieses Flugzeug sollte ein Zweibeinfahrwerk, ein gedämpftes T-Leitwerk und einen dreiteiligen Wölbklappenflügel mit 19 Metern Spannweite bei einer Fläche von 18,76 m² bekommen.